# Walter Zeman
Walter Zeman (Vienna, 1º maggio 1927 – Vienna, 8 agosto 1991) è stato un calciatore austriaco, di ruolo portiere.
È considerato uno dei migliori portieri austriaci di sempre.

## Palmarès

### Club

#### Competizioni nazionali
- Campionato austriaco: 8

Rapid Vienna: 1945-1946, 1947-1948, 1950-1951, 1951-1952, 1953-1954, 1955-1956, 1956-1957, 1959-1960
- Coppa d'Austria: 2

Rapid Vienna: 1945-1946, 1960-1961

#### Competizioni internazionali
- Coppa Mitropa: 1

Rapid Vienna: 1951